# Pellenes tocharistanus
Pellenes tocharistanus is een spinnensoort in de taxonomische indeling van de springspinnen (Salticidae).
Het dier behoort tot het geslacht Pellenes. De wetenschappelijke naam van de soort werd voor het eerst geldig gepubliceerd in 1976 door Andreeva.